# ČSD-Baureihe M 498.0
Die ČSD-Baureihe M 498.0 war ein Dieseltriebzug der einstigen Tschechoslowakischen Staatsbahn (ČSD) für den nationalen und internationalen Schnell- und Expresszugverkehr. Er war zur Verminderung des Luftwiderstandes mit einer abgerundeten Stirnpartie und Schürzen im Unterflurbereich ausgestattet. Wie sein Vorgänger, die Baureihe M 495.0, war er mit einer dieselmechanischen Antriebsanlage und einem Fünfgang-Getriebe ausgerüstet.

## Geschichte
Entwickelt und gebaut wurden die Triebwagen in den Jahren 1961 bis 1964 von Ganz-MÁVAG in  Budapest. Es wurden insgesamt zehn Triebzüge und zwei Reservemaschinenwagen beschafft.
1965 wurde bei der ČSD ein neues Nummernschema eingeführt. Die Motorwagen erhielten danach die Bezeichnung M 298.0001 – 0020.
Nach der Anlieferung liefen die Fahrzeuge zunächst im internationalen Schnell- und Expresszug-Verkehr. Einsätze waren der Vindobona sowie der Hungaria-Express. Später wurden sie vom Depot Praha-Liben aus im Inlandverkehr eingesetzt, speziell auf den Strecken nach Karlovy Vary, Liberec und Horní Dvořiště. Mit dem Erscheinen der neuen Baureihe M 296.1 wurden sie von diesen ersetzt, weil die Motorwagen des M 296.1 freizügiger einsetzbar waren.
Ab 1976 wurden die Triebwagen ausgemustert, 1982 wurde der letzte Zug aus dem Bestand gestrichen. Ein Triebwagen der Baureihe M 298.0 ist in der früheren Tschechoslowakei nicht erhalten geblieben. Mit dieser Baureihe war die Beschaffung von Triebwagen aus Ungarn von der Tschechoslowakei beendet.

## Technische Merkmale
Ein Triebzug bestand aus zwei Maschinenwagen, einem Sitzwagen und einem Speisewagen. Die Fahrzeuge waren untereinander mit Schraubenkupplungen verbunden. An der Stirnseite befand sich eine Scharfenbergkupplung. Zwei Triebzüge konnten von einem Führerstand aus über eine Vielfachsteuerung zusammen bedient werden.
Vom technischen Aufbau sind die Fahrzeuge nach dem System Ganz-Jendrassik aufgebaut. Das Triebdrehgestell hat jedoch eine Achse weniger. Dadurch stieg die Achslast des Motorwagens auf 18 t, es wurde dadurch die Neigung zum Entgleisen bei der Vorgängerbauart beseitigt. Im Gegensatz zu vielen dieselmechanischen Triebwagen mit dem Mylius-Getriebe wird bei der Bauart Ganz der Triebwagen wie ein Lastkraftwagen geschaltet. Die Bedienung und Wartung war daher nicht ganz einfach und erforderte eine genaue Einweisung. Entgegen der Vorgängerbauart, wo sämtliche Sitze in einem Großraumabteil waren, waren hier wieder Sitze in Abteilen ausgeführt.